# ديفيد وينر (رجل أعمال)
ديفيد وينر (بالإنجليزية: David Wehner)‏‏ ( - ) شخصية أعمال والمدير المالي لفيسبوك.

## التعليم
التحق وينر بمدرسة سانت لويس بريوري وتخرج عام 1986. تخرج وينر من جامعة جورج تاون بدرجة البكالوريوس في الكيمياء، وكذلك تخرج من جامعة ستانفورد بدرجة الماجستير في الفيزياء التطبيقية.